# Karayolları SK
Karayolları SK (översatt Motorvägar SK) är en sportklubb från Ankara, Turkiet. Klubben grundades 1991. Den hade ursprungligen volleyboll och fotboll på programmet, men efter att damvolleybollaget 1997 avancerat till Voleybol 2. Ligi (näst högsta serien, numera kallad Voleybol 1. Ligi) valde den att fokusera på volleybollen. Laget debuterade i Sultanlar Ligi (högsta serien)
2018–2019, men åkte ur serien 2021–2022.